# Thundorf (Thurgovie)
Pour les articles homonymes, voir Thundorf.
Thundorf [ˈtuːndɔrf] (en dialecte local: [ˈtuəndɔrfː] ou [ˈtuəndərəfː]) est une commune suisse du canton de Thurgovie, située dans le district de Frauenfeld.
Le village de Thundorf est situé sur un plateau au-dessus de Frauenfeld. En 1995, la commune agrandit son territoire à l’est, quand Lustdorf, qui auparavant était une commune particulière, et Wetzikon furent joints à Thundorf. En outre y appartiennent les hameaux de Hessenbol, Kirchberg, Reuti, Ufhofen, Grueb et Fridbärg. À Kirchberg et à Lustdorf il y a des églises. Des cars postaux circulent entre Thundorf et Frauenfeld.

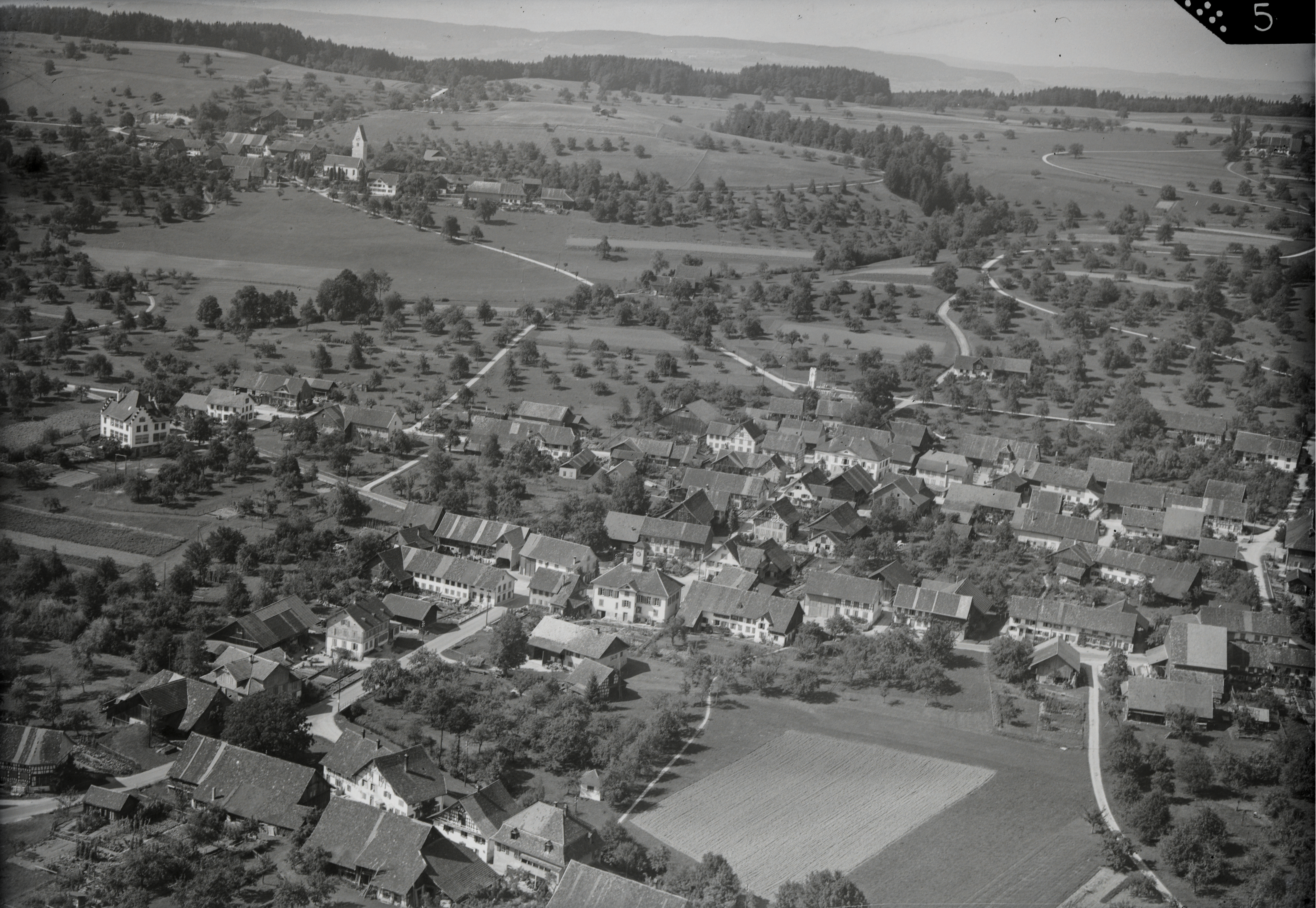
Photo aérienne (1947)

## Armoiries
Blasonnement : De gueules à la fasce d’argent, accompagnée d’étoiles à six raies deux et une de même.

## Étymologie
Le nom de cette commune-ci est premièrement mentionné dans un document de l’an 888 comme Tuomsdorof (<*tuomesdorf). Il est composé de l’anthroponyme Duomo/*Tuomo au génitif et du substantif -dorf signifiant hameau, campagne, village.